# Kunshan Mini Auto Works
Kunshan Mini Auto Works bzw. Kunshan Small Auto Works war ein Hersteller von Automobilen aus der Volksrepublik China.

## Unternehmensgeschichte
Das Unternehmen aus Kunshan stellte in den 1990er Jahren Automobile her, die als Qiguan vermarktet wurden. Zwei Quellen geben den Produktionszeitraum mit 1995 an, eine andere Quelle legt sich nicht fest.

## Fahrzeuge
Der JTZ 6420 war eine viertürige Limousine mit Stufenheck. Es sind zwei Ausführungen überliefert, die sich an Front und Heck unterschieden. Die Karosserie bestand aus Fiberglas und war 420 cm lang. Ein Dreizylindermotor vom Typ 376 Q-1 trieb die Fahrzeuge an.